# La Caleta
La Caleta är en ort i Dominikanska republiken.   Den ligger i provinsen Santo Domingo, i den sydöstra delen av landet, 30 km öster om huvudstaden Santo Domingo. La Caleta ligger 7 meter över havet och antalet invånare är 46 698.
Terrängen runt La Caleta är mycket platt. Havet är nära La Caleta åt sydväst.  Närmaste större samhälle är San Antonio de Guerra, 12,2 km norr om La Caleta.